# Qualificazioni al campionato europeo maschile di calcio 1972 - Gruppo 7

## Classifica
| Pos | Squadra      | Pti | G | V | N | P | GF | GS | DR  |
| --- | ------------ | --- | - | - | - | - | -- | -- | --- |
| 1   | Jugoslavia   | 9   | 6 | 3 | 3 | 0 | 7  | 2  | +5  |
| 2   | Paesi Bassi  | 7   | 6 | 3 | 1 | 2 | 18 | 6  | +12 |
| 3   | Germania Est | 7   | 6 | 3 | 1 | 2 | 11 | 6  | +5  |
| 4   | Lussemburgo  | 1   | 6 | 0 | 1 | 5 | 1  | 23 | -22 |

## Risultati
| Data             | Luogo       | Squadra 1    | Risultato | Squadra 2    |
| ---------------- | ----------- | ------------ | --------- | ------------ |
| 11 ottobre 1970  | Rotterdam   | Paesi Bassi  | 1 - 1     | Jugoslavia   |
| 14 ottobre 1970  | Lussemburgo | Lussemburgo  | 0 - 2     | Jugoslavia   |
| 11 novembre 1970 | Dresda      | Germania Est | 1 - 0     | Paesi Bassi  |
| 15 novembre 1970 | Lussemburgo | Lussemburgo  | 0 - 5     | Germania Est |
| 24 febbraio 1971 | Rotterdam   | Paesi Bassi  | 6 - 0     | Lussemburgo  |
| 4 aprile 1971    | Spalato     | Jugoslavia   | 2 - 0     | Paesi Bassi  |
| 24 aprile 1971   | Gera        | Germania Est | 2 - 1     | Lussemburgo  |
| 9 maggio 1971    | Lipsia      | Germania Est | 1 - 2     | Jugoslavia   |
| 10 ottobre 1971  | Rotterdam   | Paesi Bassi  | 3 - 2     | Germania Est |
| 16 ottobre 1971  | Belgrado    | Jugoslavia   | 0 - 0     | Germania Est |
| 27 ottobre 1971  | Titograd    | Jugoslavia   | 0 - 0     | Lussemburgo  |
| 17 novembre 1971 | Eindhoven   | Lussemburgo  | 0 - 8     | Paesi Bassi  |